# Aylin Sarıoğlu
Aylin Sarıoğlu, coniugata Acar (Nazilli, 21 luglio 1995), è una pallavolista turca, libero del VakıfBank.

## Biografia
Nel 2021 sposa il pallavolista Kerem Acar.

## Carriera

### Club
La carriera di Aylin Sarıoğlu inizia nel settore giovanile del Bursa BB, all'età di nove anni; viene promossa in prima squadra, iniziando la carriera professionistica nella stagione 2011-12, partecipando alla Voleybol 2. Ligi e centrando la promozione in massima serie, nella quale debutta nella stagione seguente: resta legata al club fino alla sua chiusura nel 2018, conquistando due Challenge Cup. 
Nel campionato 2018-19 approda al Nilüfer, mentre nel campionato successivo difende i colori del Fenerbahçe, dove resta per un biennio, trasferendosi quindi al VakıfBank nella stagione 2021-22, vincendo uno scudetto, due edizioni della Coppa di Turchia, due Supercoppe turche, un campionato mondiale per club e due Champions League.

### Nazionale
Fa il suo esordio nella nazionale turca in occasione del Montreux Volley Masters 2018, dove vince la medaglia di bronzo. In seguito conquista la medaglia d'argento alla Volleyball Nations League 2018 e al campionato europeo 2019.

## Palmarès

### Club
- Campionato turco: 2

2021-22, 2024-25
- Coppa di Turchia: 2

2021-22, 2022-23
- Supercoppa turca: 2

2021, 2023
- Campionato mondiale per club: 1

2021
- CEV Champions League: 2

2021-22, 2022-23
- Challenge Cup: 2

2014-15, 2016-17

### Nazionale (competizioni minori)
- Montreux Volley Masters 2018